# Кикуё
Кикуё (яп. 菊陽町 Кикуё:-мати) — посёлок в Японии, находящийся в уезде Кикути префектуры Кумамото. Площадь посёлка составляет 37,57 км², население — 40 215 человек (1 августа 2014), плотность населения — 1070,40 чел./км².

## Географическое положение
Посёлок расположен на острове Кюсю в префектуре Кумамото региона Кюсю. С ним граничат города Коси, Кумамото и посёлки Одзу, Масики.

## Население
Население посёлка составляет 40 215 человек (1 августа 2014), а плотность — 1070,40 чел./км². Изменение численности населения с 1980 по 2005 годы:
| 1980 | 20 152 чел. |  |
| 1985 | 22 585 чел. |  |
| 1990 | 24 154 чел. |  |
| 1995 | 26 273 чел. |  |
| 2000 | 28 360 чел. |  |
| 2005 | 32 434 чел. |  |

## Символика
Деревом посёлка считается криптомерия, цветком — хризантема, птицей — полевой жаворонок.